# Косін (Лодзинське воєводство)
Косін (пол. Kosin) — село в Польщі, у гміні Ґура-Свентей-Малґожати Ленчицького повіту Лодзинського воєводства.
Населення — 137 осіб (2011).
У 1975-1998 роках село належало до Плоцького воєводства.

## Демографія
Демографічна структура станом на 31 березня 2011 року:
|          | Загалом | Допрацездатний вік | Працездатний вік | Постпрацездатний вік |
| -------- | ------- | ------------------ | ---------------- | -------------------- |
| Чоловіки | 63      | 14                 | 37               | 12                   |
| Жінки    | 74      | 19                 | 34               | 21                   |
| Разом    | 137     | 33                 | 71               | 33                   |